# بوراک سوینچ
بوراک سوینچ (انگلیسی: Burak Sevinç؛ زادهٔ ۲۷ اکتبر ۱۹۸۵) بازیگر، موسیقی‌دان اهل ترکیه است. وی از سال ۲۰۱۱ میلادی تاکنون مشغول فعالیت بوده‌است.

## زندگی‌نامه
بوراک سوینچ در ۲۷ اکتبر ۱۹۸۵ در زونگولداغ به دنیا آمد. او پسر اوزجان سوینچ، نوازنده عود است. 
سوینچ پس از پایان تحصیلات ابتدایی، راهنمایی و دبیرستان در زونگولداغ، تحصیلات عالی خود را در دانشکده طراحی دانشگاه فنی ییلدیز، واقع در استانبول در رشته موسیقی و هنرهای نمایشی تحصیل می‌کرد، اما پیش از پایان دوره، در سال دوم دانشگاه را ترک کرد و تمرکز خود را بر حرفه موسیقی گذاشت. او در یکی از مصاحبه‌هایش درباره این موضوع گفت: «همه‌جا نوشته‌اند که من فارغ‌التحصیل دانشگاه فنی ییلدیز هستم، اما من در واقع در سال دوم، دانشگاه را رها کرده‌ام. در دانشکده هنر و طراحی، در رشته‌ای به نام گروه‌های موسیقی تحصیل می‌کردم.»